# Zscaler
Zscaler ist ein amerikanisches Cloud-basiertes Unternehmen für Informationssicherheit mit Hauptsitz in San José, Kalifornien.

## Unternehmensprofil
Mit den Produkten von Zscaler können Unternehmens- und Kundendaten vor Cyberattacken „Zero Trust“ geschützt werden. Das Unternehmen verfügt über mehr als 150 Rechenzentren auf sechs Kontinenten. Ein Großteil der Kunden befindet sich in den Vereinigten Staaten, wobei die meisten Kunden mehr als 10.000 Mitarbeiter haben.
Die deutsche Zweigstelle, die Zscaler Germany GmbH, ist in München eingetragen.

## Geschichte
Zscaler wurde 2007 von Jay Chaudhry und Kailash Kailas unter dem Namen gegründet. Im März 2018 ging das Unternehmen an die Börse und nahm 192 Millionen US-Dollar ein. Im Geschäftsjahr 2021 erwirtschaftete das Unternehmen einen Bruttoumsatz von 673 Millionen US-Dollar. Im April 2020 vereinbarte Zscaler den Kauf des Cloud-Security-Startups Cloudneeti.

## Produkte
Zwei der Produkte des Unternehmens sind Zscaler Private Access, das einen sicheren Zugang zu lokal gehosteten Anwendungen bietet, und Zscaler Internet Access, das einen sicheren Zugang (VPN) zu externen Anwendungen ermöglicht.